# Transfluthrin
Transfluthrin ist der Handelsname eines von Bayer entwickelten Kurzzeitinsektizids mit hochgradig selektiver Wirkung. Es gehört zu den Pyrethroiden und ist ein substituierter Carbonsäureester.
Wie alle Pyrethroide entfaltet Transfluthrin seine Giftwirkung gegen Insekten aufgrund deren offenliegendem Nervensystem und ist für Warmblüter daher weitgehend ungiftig. Laut Sicherheitsdatenblatt stellt das Einatmen praktisch kein Gefahrenpotenzial dar, der Stoff reizt jedoch Augen und Haut. Die Halbwertszeit in Boden und Umwelt beträgt wenige Tage.
Transfluthrin wirkt gleichermaßen gegen alle Insekten, wirkt jedoch auch vergrämend und ist daher bei typischer lokaler Anwendung weniger ökologisch relevant. Transfluthrin ist sehr giftig für Fische und Wasserorganismen und kann dort längerfristige schädliche Wirkungen haben.
Transfluthrin wird in Insektensprays, Elektroverdampfern und Mottenfallen für den Privatgebrauch im Handel angeboten (Handelsnamen: Bayothrin, Benfluthrin). In Deutschland sind keine Transfluthrin-haltigen Pflanzenschutzmittel zugelassen.

## Analytik
Die zuverlässige qualitative und quantitative Bestimmung von Transfluthrin gelingt nach angemessener Probenvorbereitung durch Kopplung der Gaschromatographie mit der Massenspektrometrie.